# Lev Davidovici Troțki

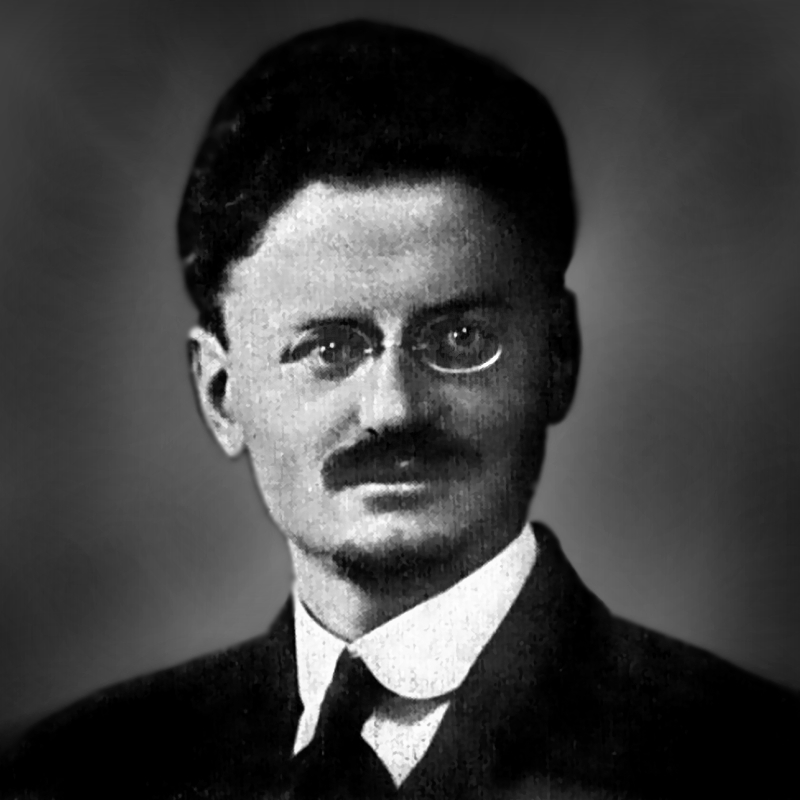
Fotografie de pe pașaportul lui Lev Troțki, 1915

Lev Davidovici Troțki (în rusă Лев Давидович Троцкий, n. 26 octombrie/7 noiembrie 1879, Bereslavka, Ținutul Elisavetgrad, gubernia Herson, Imperiul Rus – d. 21 august 1940, Coyoacán⁠(d), Ciudad de México, Mexic), născut Léiba sau Leib Bronștéin (Лейба Бронштейн), a fost un revoluționar bolșevic și intelectual marxist rus născut într-o familie de evrei așkenazi din Ucraina. El a fost un politician influent la începuturile existenței Uniunii Sovietice, mai întâi Comisar al poporului pentru politica externă iar mai apoi ca fondator și prim comandant al Armatei Roșii și Comisar al poporului pentru apărare. A fost de asemenea membru fondator al Politburo-ului. În urma luptei pentru putere cu Iosif Vissarionovici Stalin din anii 1920, Troțki a fost exclus din Partidul Comunist și deportat din Uniunea Sovietică. A fost în cele din urmă asasinat în Mexic de un agent sovietic. Ideile lui Troțki formează bazele teoriei comuniste cunoscute sub numele de troțkism.

## Tinerețea
Data nașterii sale conform calendarului gregorian este 7 noiembrie – aceiași zi cu a izbucnirii Revoluției ruse din 1917. După ce calendarul iulian a fost înlocuit în 1918, data decesului se exprimă folosind calendarul gregorian. S-a născut în Ianovka, regiunea Herson, Ucraina, ca fiu al unui fermier bogat evreu, David Bronstein. La 8 ani a fost trimis de tatăl său la școală la Odessa, iar după 6 ani a fost transferat la Nikolaev.

## Activitatea revoluționară

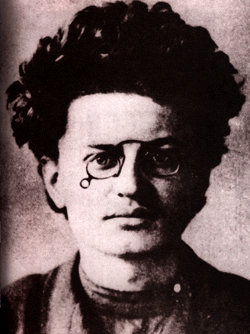
Fotografie din dosarele poliției secrete țariste, Ohrana, circa 1900

Troțki a cunoscut marxismul în 1896, când era la școala din Nikolaev, unde studia matematica. A fost pentru prima oară arestat în 1898, când era organizator al Sindicatului Muncitorilor din Sudul Rusiei și a fost condamnat la doi ani de închisoare. În această perioadă s-a căsătorit cu prima lui soție, Alexandra Sokolovskaia. În 1900 a fost condamnat la patru ani de exil în Siberia, unde i s-au și născut primele două fiice. A evadat din Siberia și și-a luat numele de Troțki de la un temnicer întâlnit în Odessa. A plecat la Londra unde s-a alăturat lui Vladimir Ilici Lenin, editorul și directorul ziarului Iskra Scânteia al Partidului Social Democrat al Muncii din Rusia.
A participat la Congresul al doilea al PSDMR ținut la Londra în vara anului 1903 iar, în disputa internă care a divizat partidul, a luat partea menșevicilor împotriva lui Lenin. Deși atașamentul față de ideile menșevice a fost de scurtă durată, proastele relații cu Lenin au durat următorii 14 ani.
În 1905 el s-a reîntors în Rusia împreună cu Parvus. El a fost ales președinte al Sovietului deputaților muncitorilor din Sankt Petersburg. Implicarea sa în greva generală din octombrie și sprijinul acordat rebeliunii armate au dus la condamnarea sa la exil pe viață. În ianuarie 1907, el a evadat din exil și s-a refugiat la Londra, unde a participat la Congresul al cincilea al PSDMR. În octombrie, s-a mutat la Viena, unde a editat ziarul social-democrat Pravda (Adevărul), care era introdus prin contrabandă în Rusia. A fost unul dintre numeroasele ziare revoluționare ruse care au purtat același nume și nu a avut nici o legătură cu ziarul oficial de mai târziu al Partidului Comunist al Uniunii Sovietice, Pravda.
Conform documentelor epocii, după evadarea din exil, poliția țaristă a efectuat un raid la Odesa in vederea arestării tuturor persoanelor cu numele de familie Bronstein. Există marturii că a fost arestată o persoană cu numele de familie Bronstein, student la una dintre institutiile din Odesa, originar din Telenești, Basarabia. Aceasta a servit ca motiv de speculații cum că Troțki ar fi fost originar din Telenești. De fapt, poliția rusă a stabilit că studentul de la Telenesti nu era rudă cu Troțki și, in consecință, a fost eliberat.
In anii războaielor balcanice, 1911-1913, totuși, Troțki s-a aflat la București, unde s-a întâlnit cu socialiștii Cristian Racovski, Zamfir Ralli-Arbore și Pantelimon Halippa. Aceasta rezultă din dosarul întocmit de NKVD la arestarea lui Pantelimon Halippa in data de 29 martie 1952
Cum se apropia războiul, Troțki s-a mutat în Elveția neutră, iar mai apoi în Franța. A fost expulzat din Franța și trăia în orașul nord-american New York, când, în februarie 1917, a izbucnit Revoluția rusă și țarul Nicolae al II-lea a fost detronat. A părăsit New Yorkul în martie la bordul vasului S.S. Christiania Fiord, dar a fost interceptat de oficialii marinei britanice în Halifax, Nova Scotia. Troțki și alți cinci compatrioți au fost arestați și mai multe milioane de dolari în aur au fost confiscate de pe vapor. El a ajuns până la urmă în Rusia în luna mai a aceluiași an. De la întoarcerea sa, a fost un sprijinitor al poziției bolșevice. Aderând la această formațiune câteva luni mai târziu, Troțki s-a implicat în mod activ în eforturile de răsturnare a guvernului provizoriu condus de Alexandr Kerenski și a devenit membru al Sovietului din Petrograd.

## După victoria Revoluției Ruse
După venirea la putere a bolșevicilor, el a devenit Comisar al Poporului pentru Afacerile Externe, având ca sarcină importantă negocierea tratatului de pace cu Germania și aliații ei. Dar retragerea de la negocieri din 10 februarie 1918 a provocat invazia germană pe 18 februarie. Succesele rapide germane a obligat regimul sovietic să semneze un tratat foarte dezavantajos pe 3 martie la Brest-Litovsk. Ca urmare, Troțki a demisionat din postul său diplomatic. În luna martie a aceluiași an a fost numit Comisar al Poporului pentru Afacerile Armatei și Flotei. (Нарком по военным и морским делам, Нарком армии и флота) (1918-1925). În septembrie 1918 a fost numit președinte al Consiliului Militar Revoluționar al Republicii (Реввоенсовет). Ca fondator și comandant al Armatei Roșii, îi aparțin meritele succeselor sovietice în lupta cu Armata Albă și victoria în lungul și violentul război civil.
În martie 1921 a organizat și a condus represiunea rebeliunii din Kronstadt. Aceasta a fost ultima revoltă importantă împotriva guvernării bolșevice și un eveniment important în istoria luptei clasei muncitoare.
Datorită bolii și mai apoi morții lui Lenin, Stalin a reușit să-și consolideze puterea în partid și în guvern. În acest moment, Troțki a fost incapabil sau nu a dorit să se opună lui Stalin. În lipsa unei acțiuni la Congresul al XII-lea al Partidului din 1923, în special în problema Testamentului politic al lui Lenin care cerea îndepărtarea lui Stalin, Troțki a pierdut orice șansă să-l învingă pe Stalin care, sprijinit de Lev Kamenev și de Grigori Zinoviev, a fost în stare să preia controlul Partidului Comunist. Troțki și susținătorii săi au format Opoziția de stânga, care a luptat în interiorul Partidului Comunist câțiva ani împotriva conducerii lui Stalin și a platformei sale politice.
Troțki a emis teoria „revoluției permanente” într-o perspectivă internaționalistă, ceea ce era într-un contrast evident cu politica lui Stalin de construire a „socialismului într-o singură țară”. El a adus argumente pentru industrializarea rapidă a economiei și abandonarea Noii Politici Economice (NEP), în vreme ce Stalin, aliat cu Buharin, aducea argumente pentru o industrializare graduală și pentru continuarea NEP. Această luptă politică s-a încheiat cu înfrângerea lui Troțki și cu excluderea lui din Partidul Comunist (12 noiembrie 1927). Astfel, Stalin a rămas conducătorul de necontestat al Uniunii Sovietice. Troțki a fost deportat în Kazahstan la Alma Ata pe 31 ianuarie 1928. A fost exilat din Uniunea Sovietică în 1929.
După înfrângerea lui Troțki, Stalin i-a folosit gândirea economică în lupta cu Buharin și a aplicat politica industrializării forțate, deși a implementat-o într-o manieră criticată pentru marea ei violență și pentru autoritarism. 

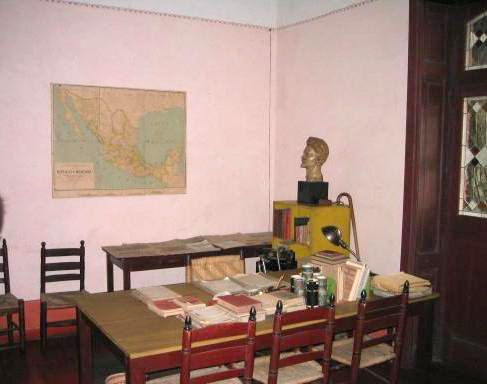
Biroul în care Troțki a fost atacat și asasinat.

## În exil
Troțki a fost deportat în 1928. Prima lui oprire în exil a fost insula turcească Prinkipo, unde a stat 4 ani. În 1933, Daladier i-a oferit azil politic în Franța. A stat la început în Royan, apoi în Barbizon. Nu i s-a permis să viziteze Parisul. În 1935 i s-a adus la cunoștință că nu mai este binevenit în Franța și, după ce a cântărit toate alternativele, s-a mutat în Norvegia, la Oslo, unde a fost oaspetele lui Konrad Knudsen. După doi ani, datorită presupusei influențe sovietice, a fost pus sub arest la domiciliu. După consultări cu oficialitățile norvegiene, i s-a permis să se îndrepte la bordul unui cargou către Mexic împreună cu soția sa, Natalia Sedova.
În Mexic, a trăit până la un moment dat în casa pictorului Diego Rivera, iar mai apoi în casa Fridei Kahlo. A fost un autor prolific, scriind mai multe lucrări printre care Istoria revoluției ruse (1930) și Revoluția trădată(1936), o critică a Uniunii Sovietice sub stalinism. Troțki a argumentat că statul sovietic a devenit un stat muncitoresc degenerat, controlat de o birocrație nedemocratică, care ori poate fi răsturnată de o a doua revoluție proletară socialistă, sau urma să degenereze până la punctul de la care era posibilă întoarcerea la capitalism, așa cum s-a și întâmplat în zilele noastre.
În 1938, Troțki și sprijinitorii lui au pus bazele unei organizații internaționale marxiste, Internaționala a patra, care era gândită ca o alternativă troțkistă al Internaționala a treia, Cominternul stalinist. Troțki s-a certat la un moment dat cu pictorul Rivera și în 1939 s-a mutat în propria lui reședința în Coyoacán – o suburbie a Mexico City. Pe 24 mai 1940 a supraviețuit unui atac atribuit unor asasini presupuși sovietici. Mai târziu, pe 20 august 1940, Troțki a fost atacat și asasinat în propria lui casă de un agent stalinist, Ramón Mercader, care i-a înfipt un piolet pentru gheață în cap. Mânerul pioletului fusese scurtat mult pentru a permite mascarea lui. Lovitura nu a fost suficient de precisă și de puternică și nu l-a ucis imediat pe Troțki, așa cum încercase Mercader. Martorii susțin că Troțki, sângerând și strigând după ajutor, a început o luptă disperată cu atacatorul său. Auzind zgomotul, gărzile de corp ale lui Troțki au năvălit în cameră și aproape l-au omorât pe Mercader. Troțki i-a oprit, strigând: „Nu-l ucideți! Acest om are de spus o poveste”. Troțki a murit a doua zi.

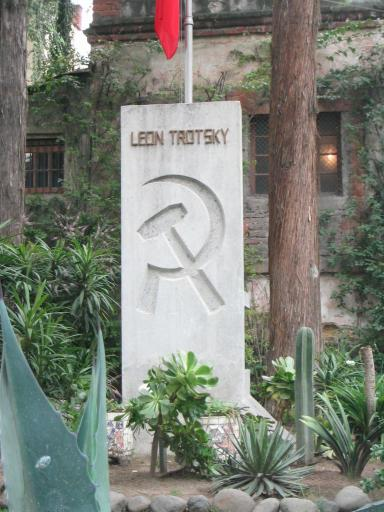
Mormântul lui Lev Troțki din Coyoacán.

Mercader a mărturisit mai apoi la tribunal: „Mi-am așezat haina de ploaie pe masă în așa fel încât să pot scoate pioletul, care era în buzunar. Am decis să nu ratez minunata șansă care mi se oferea. În momentul în care Troțki a început să-și scrie articolul, mi-a oferit șansa ce o așteptam. Am scos pioletul din haina de ploaie, l-am strâns în mână și, cu ochii închiși, i-am dat o lovitură teribilă în cap”.
Casa lui Troțki din Coyoacán a fost păstrată aproape în aceeași stare ca în ziua asasinatului și acum este muzeu. Mormântul lui se află în curtea casei.
Troțki nu a fost niciodată reabilitat formal de guvernul sovietic, în ciuda reabilitărilor din timpul Glasnostului a celor mai mulți veterani bolșevici uciși în timpul epurărilor staliniste.

## Teorie

### Troțkism
Articol principal: Troțkism.

#### Revoluția permanentă
Articol principal: Revoluția permanentă.

#### Programul de tranziție
Articol principal: Programul de tranziție.

## Publicații
- România și războiul balcanic, traducere de Radu Părpăuță, Editura Polirom, Iași, 1998
- Viața mea. Autobiografie, Traducere din limba engleză de Eugen Damian, Meteor Publishing, București 2015 ISBN 978-606-8653-20-4 (Titlul ediției originale, în limba engleză: My Life. An attempt at an Autobiography, Ed. Charles Scribner's Sons, New York, 1930)

## Articole înrudite
- Stalinism
- Istoria Rusiei
- Armata muncii
- David Ives a scris o piesă satirică într-un act numită variații pe tema morții lui Troțki